# Idalima monophyes
Idalima monophyes är en fjärilsart som beskrevs av Turner 1903. Idalima monophyes ingår i släktet Idalima och familjen nattflyn. Inga underarter finns listade i Catalogue of Life.